# Ahaia (regiune antică)
Ahaia, cunoscută și ca Aheia sau Achaia, (în greacă Ἀχαΐα, transliterat: Ahaia) este o regiune istorică și geografică antică situată în nordul peninsulei Peloponez, la nord de Arcadia.